# Leona Helmsley
Pour les articles homonymes, voir Léona.
Leona Helmsley, née Lena Mindy Rosenthal le 4 juillet 1920 à Marbletown dans l'État de New York et morte le 20 août 2007 à Greenwich au Connecticut, est un magnat de l'immobilier américain. Elle est connue pour sa personnalité flamboyante et sa réputation tyrannique qui lui a donné le surnom de Queen of Mean.
Après plusieurs allégations de non-paiement de salariés employés pour construire sa résidence, elle fait l'objet d'une enquête et inculpée d'évasion fiscale et d'autres infractions en 1989. Elle est initialement condamnée à 16 ans de prison, mais elle ne fait que 19 mois de prison et deux mois de résidence surveillée.
Elle déshérite ses deux petits-fils en léguant, à sa mort, 12 millions de dollars à sa chienne, un bichon maltais. Quelques mois plus tard, un juge décide que la somme était trop élevée pour un animal et lui retire 10 millions de dollars, au bénéfice des deux petits-fils et à une organisation caritative. La chienne, qui avait par ailleurs reçu des menaces de mort, meurt en 2010.